# Christina da Silva

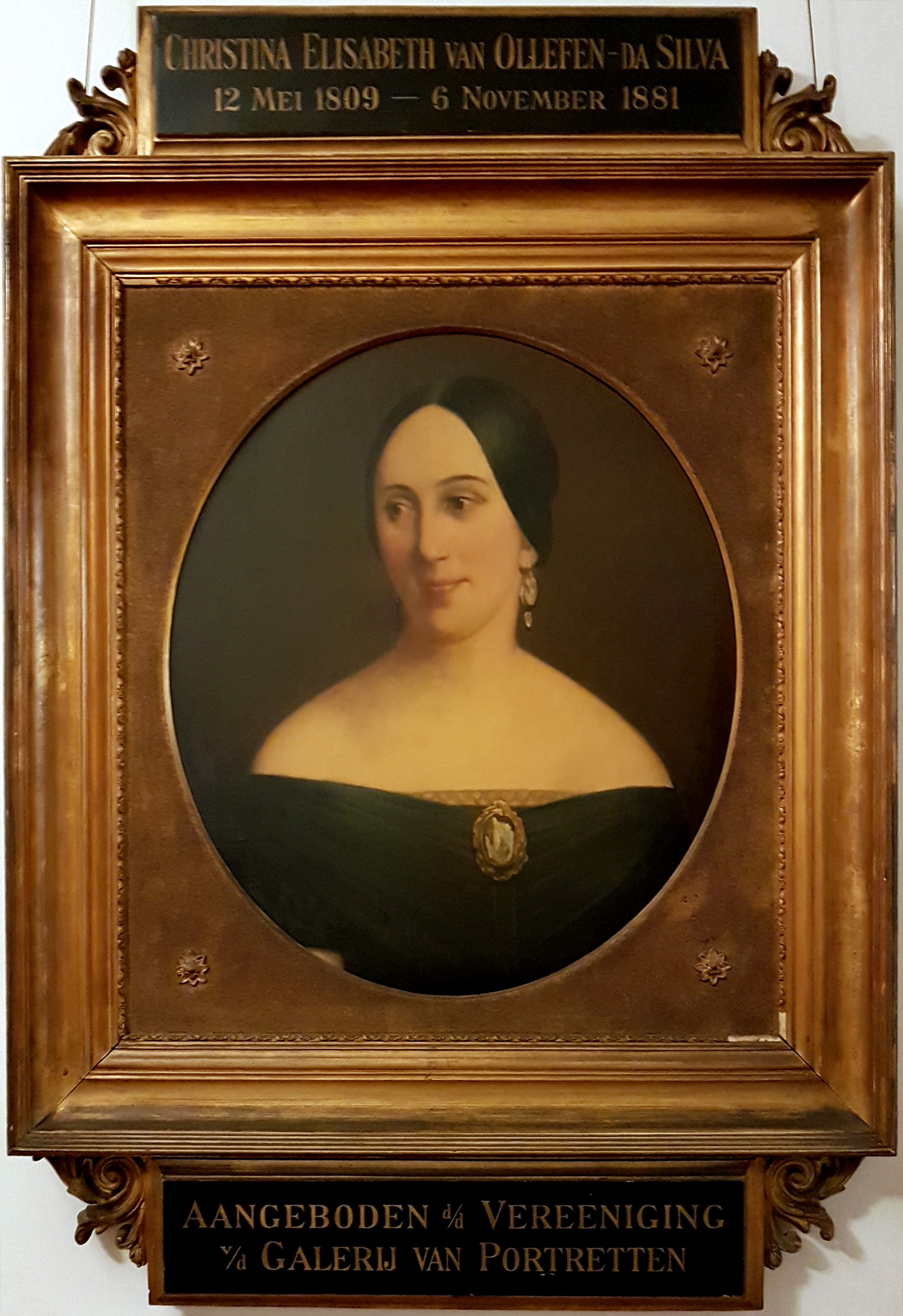
Christina Elisabeth da Silva

Christina Elisabeth da Silva (getauft am 12. Mai 1809 in Amsterdam auf den Namen Catherina Elizabeth de Zulva; gestorben am 6. November 1881 in Arnhem) war eine niederländische Schauspielerin und Sängerin.

## Leben
Christina da Silva wurde am 12. Mai 1809 in Amsterdam auf den Namen Catherina Elizabeth de Zulva getauft. Sie war die Tochter des Kapitäns der Handelsmarine Emmanuel de Zulva und Margareta Catherina Mulder. Ihr Vater starb als sie noch jung war. Sie erhielt früh eine Theaterausbildung bei der Society of External Eloquence und war zudem Schülerin bei Geertruida Jacoba Hilverdink und Johanna Cornelia Wattier. Mitte der 1820er Jahre gab Da Silva ihr unbezahltes Debüt an der Stadsschouwburg Amsterdam und erhielt 1826 einen unbefristeten Vertrag.
Sie heiratete am 9. Mai 1827 im Alter von 17 Jahren den Schauspieler Willem Jacobus van Ollefen (1803–1873). Ihr Mann stammte aus einer großen Theaterfamilie und war seit 1821 als Schauspieler am Amsterdamer Theater beschäftigt. Da Silva und Van Ollefen hatten drei Söhne, die alle früh starben, und vier Töchter: Elisabeth (geb. 1827), Christina Wilhelmina Jacoba (1828–1902), Wilhelmina Catherina Margaretha (1831–1889) und Maria Margeretha Catherina (1837–1917).
Zu Beginn trat Da Silva hauptsächlich als Soubrette, Verliebte, Ingénue und in Travestie-Rollen auf. Ab den 1830er Jahren spielte sie auch in Tragödien, darunter Chimene in Le Cid von Pierre Corneille, Elisabeth in De twee Tudors von Hendrik Jan Schimmel, Ophelia in Jean-François Ducis‘ Hamlet und als Inez de Castro im gleichnamigen Theaterstück von Rhijnvis Feith. Sie wurde von den Kritikern für ihre Fähigkeit, reines Niederländisch zu sprechen, gelobt. Ebenso dafür, die richtigen Akzente in den Versen zu setzen und für ihr Aussehen.

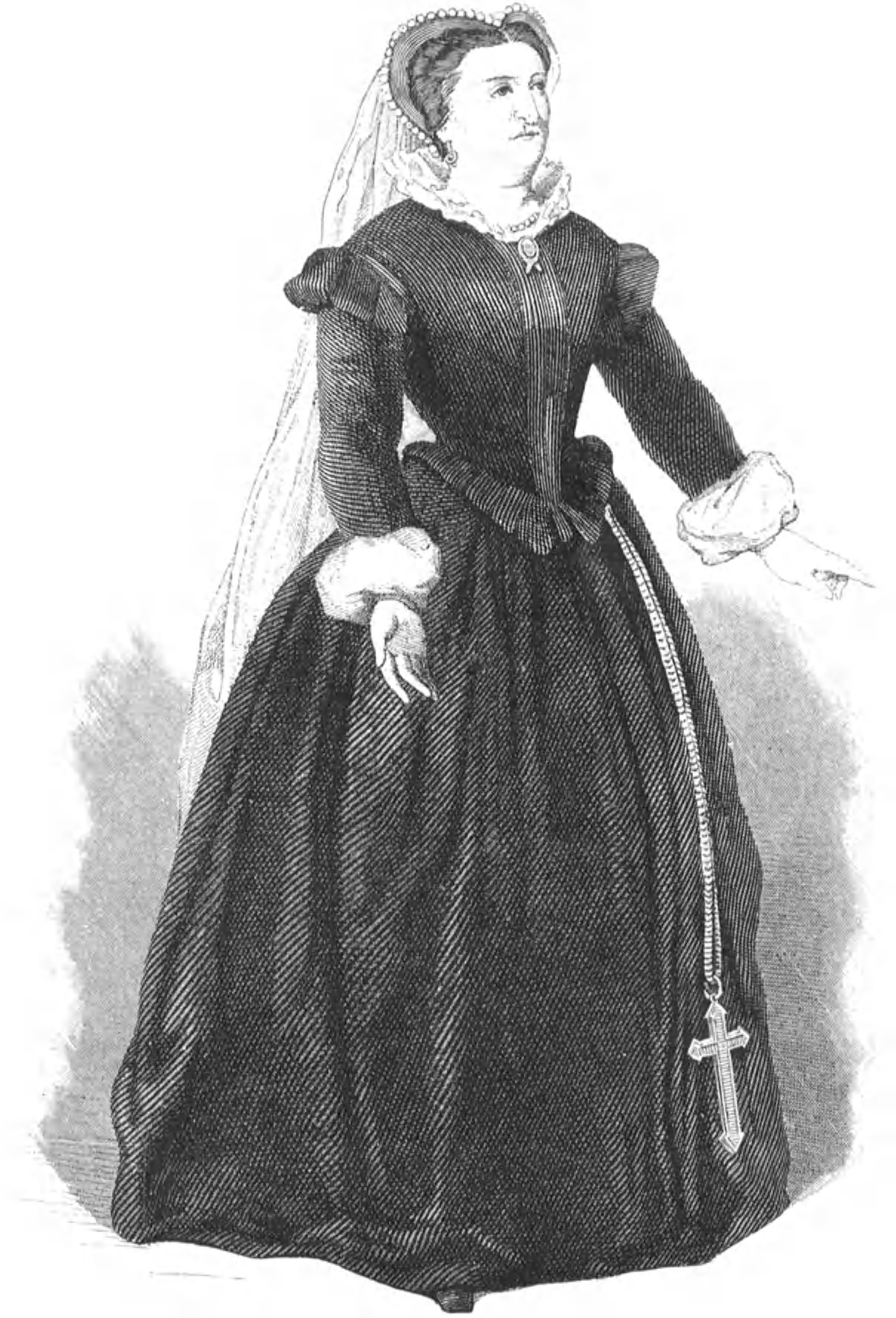
Christina da Silva in der Rolle der Maria Stuart

An der Stadsschouwburg Amsterdam hatte sie große Konkurrenz. Mit den Schauspielerinnen Jacoba Maria Majofski und Maria Francisca Bia, auch Mimi Bia genannt, musste sie sich die großen Rollen teilen. Bia, als Ehefrau des Theaterregisseurs wurde sehr zum Entsetzen der beiden anderen Schauspielerinnen und auch der Theaterkritiker, bei der Rollenvergabe bevorzugt. Majofski verließ 1846 daraufhin die Amsterdamer Bühne und Da Silva machte Mimi Bia für ihren Weggang und ihre eigene Entlassung verantwortlich. Sie beschrieb sie als „eine wütende, kokette Frau“.
Zusammen mit ihrem Mann und ihrer Tochter Christine erhielt sie 1847 ein Engagement in Den Haag bei den Zuid-Hollandsche Tooneelisten unter der Leitung von Anton Peters. Da Silva übersetzte zudem auch Theaterstücke aus dem Französischen, von denen jedoch nur „Marie oder die drei Lebensalter einer Frau“ in gedruckter Form erhalten ist. Mit der Arbeit als Übersetzerin verdiente sie zum Lebensunterhalt der Familie dazu. Ihr war es ein Anliegen, einen Fond einzurichten, um Schauspieler zu unterstützen, jedoch konnte sie dafür  bei den Theaterdirektoren in Amsterdam und Rotterdam keine finanzielle Unterstützung erwirken.

### Intrigen und Enttäuschungen
Da Silva hatte während ihrer Karriere regelmäßig mit Schwierigkeiten zu kämpfen. So beklagte sie sich in Briefen über Vorfälle, bei denen sie „misshandelt“ und unterdrückt wurde. Sie schilderte 1852, wie ihre Lieblingsrolle Ophelia in Hamlet nach Intrigen  einer anderen Schauspielerin übertragen wurde. Sie berichtete über einen Mann, der gedroht habe, sie zu zerstören, angeblich hatte er ihr Beleidigungen und Unhöflichkeiten zugefügt. Er habe sie so sehr beschimpft, dass es Spuren davon getragen hätte. Der Name des Mannes wurde dabei jedoch nicht genannt. Auffallend war, dass die meisten ihrer Briefe an Herausgeber wichtiger Zeitungen gerichtet waren. In diesen Briefen bat sie häufig um deren Schutz, beispielsweise durch die Korrektur von Zeitungsberichten.
Da Silva und ihr Mann erhielten 1855 das Angebot, am Nationaltheater in Antwerpen zu spielen. Auch wenn sie zunächst Bedenken gehabt hatte, hatte sie in der Rolle der Suzanne im Kaufmann von Antwerpen großen Erfolg, bei der Uraufführung wurde sie zweimal nach dem Stück zurück auf die Bühne gerufen und gefeiert. In Antwerpen blieben sie ein Jahr und 1856 wurden sie vom Rotterdamer Theater engagiert, wo sie erneut unter der Leitung von Peters spielte. Nach Aussage der Rezensenten hatte sich ihre Leistung verschlechtert und ihr stattliches Aussehen konnte ihr Spiel nicht mehr kompensieren. Nach zwei Jahren musste Peters wegen finanzieller Probleme als Regisseur zurücktreten und Da Silva kehrte zum Amsterdamer Theater zurück. Hier war sie die erste, die die Titelrolle in Jacob van Lenneps „Die Frau von Waardenburg“ spielte.
Sie zeichnete sich neben der Schauspielerei auch durch ihre Deklamationen aus. So rezitierte sie beispielsweise auf Einladung von König Leopold bei einer Feier am belgischen Hof im Jahr 1860 mehrere Verse auf Niederländisch und Französisch. Vom König erhielt sie eine Goldmedaille mit seinem eigenen Bild auf der einen Seite und einer Hommage an die Schauspielerin auf der anderen Seite. Auch am Nationaltheater in Brüssel rezitierte sie mehrere Verse von Van Lennep. Trotz dieser Erfolge kursierten weiterhin negative Geschichten über Da Silva. Unter anderem soll sie sich mit verschiedenen Schauspielerinnen gestritten und Maria Kleine-Gartman um ihren Erfolg beneidet haben. Diese Eifersucht soll sogar dazu geführt haben, dass bei Aufführungen im Amsterdamer Theater die Polizei hinter der Bühne anwesend war, falls der Streit außer Kontrolle geriet.
Das Ehepaar zog Anfang der 1860er Jahre nach Arnheim. Sie trat in ihren letzten Bühnenjahren mehrmals in Amsterdam im Salon des Variétés im Nes und in der Stadsschouwburg sowie in Arnheim mit der Theatergruppe Sterk, Van Ollefen & Haspels auf. Am 29. April 1863 feierte Christina da Silva ihr 35-jähriges Jubiläum im Amsterdamer Theater mit der Rolle der Herzogin von Marlborough in „Ein Glas Wasser“ von Scribe. Es fiel ihr jedoch immer schwerer, ein Engagement zu bekommen. Willem van Ollefen starb 1873 an einem Schlaganfall.
Da Silva lebte weiterhin in Arnheim, wo auch ihre Töchter mit ihren Familien lebten. Am Sonntag, dem 6. November 1881, starb Christina da Silva im Alter von 72 Jahren.